# Bourne shell
Bourne shell o sh fou l'intèrpret d'ordres per defecte dels sistemes Unix versió 7 que reemplaçava el Thompson shell, els seus executables s'anomenen sh. Va ser desenvolupat el 1977 per Stephen R. Bourne, als Laboratoris Bell de l'empresa AT&T i distribuït amb la versió 7 d'unix i continua essent un dels intèrprets de comandes més utilitzats. El programa executable del bourne shell acostuma a ser a /bin/sh a la majoria dels sistemes unix.